# 女魔脸形饰

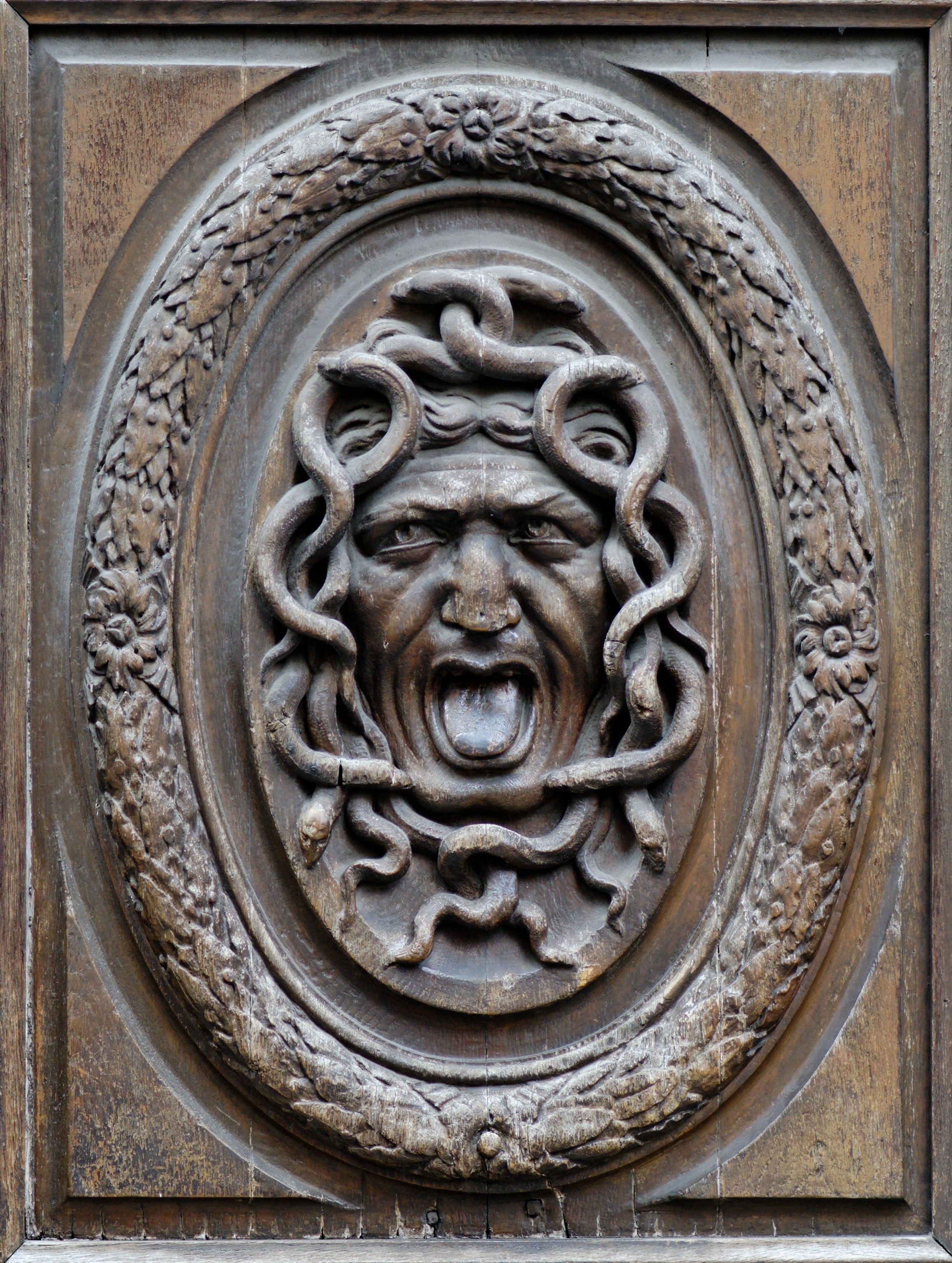
一個用來驅逐不受歡迎的客人的木門嵌板 (托馬斯·萊高汀，約1660年)。

在古希臘，女魔臉形飾(希臘語：Γοργόνειον)最初是展示戈耳工之首來製造恐懼的驅邪垂飾
。它與希臘之神宙斯和雅典娜有關，據說他們都佩戴它作為垂飾。它也因作為王室的庇護而受到歡迎，這可從亞歷山大馬賽克和岡薩加浮雕(en:Gonzaga Cameo)上得到例證。

## 演變
荷馬在四個場合提及到戈耳工，每一次都只略微提及她的頭，好像這種生物沒有身體似的。珍·艾倫·哈里森(Jane Ellen Harrison)對此注釋說：「美杜莎僅僅是一顆頭而已……有身體的面具是稍後添加上去的。」到了前5世紀，這顆頭的形象被描繪得相當醜陋：突出的舌頭、野豬獠牙和脹大的臉頰，眼珠牢牢地注視著觀看者，無數的蛇蜷曲在她的周圍。
其「彷彿從其肖像背景望出，並直接挑戰著觀看者」 的表现形式，在古希臘式藝術中非常獨特。在一些例子中她的下巴被加上了鬍鬚（可能有血絲在上面），令她似乎是戴奧尼索斯相同的狂歡之神。
5世紀中期的希臘花瓶中，裝飾在戰士盾牌上的女魔臉形飾被認為不那麼奇怪和有威脅性。而隨著時間過去，戈耳工失去她的獠牙和蛇髮，相當於被格式化了。希臘化文明的大理石雕刻“隆達尼尼的美杜莎”(Medusa Rondanini)說明了戈耳工最後轉變成了一個美女。

## 使用情形
大約在前8世紀左右，女魔臉形飾第一次出現在希臘藝術中。早期的雕塑之一是在帕里昂(Parium)的出土文物中發現的由銀金合金(electrum)製成的斯德特(stater)上。在前8世紀的梯林斯还發現了他例子。如果再往前回溯歷史，約在前15世紀的克諾索斯宮有一個類似的圖案。瑪莉加·金巴塔斯(Marija Gimbutas)甚至主張「由於賽斯克羅文化(Sesklo culture)的陶器面具的闡明，戈耳工的歷史至少可再回溯到前6千年時。」
在6世紀時，在希臘的神廟上普遍存在標準「獅面型」的女魔臉形飾，尤其是在科林斯的周圍。三角楣飾的女魔臉形飾在西西里島相當普遍，其最早可能是出現在錫拉庫薩的阿波羅神廟。大約在前500年時，女魔臉形飾不再用在在重要的建築物上，但直到下個世紀时仍出現在較小建築物的瓦當(antefix)上。
離開了神廟，戈耳工的畫像改出現在發現於範圍從伊特魯里亞到黑海岸邊之地中海地區的服裝、盤子、武器與錢幣上。37個城市鑄造都铸造了戈耳工硬幣，令鑄有她的臉的硬幣僅次於在貨幣界中無所不在的諸位重要的奧林匹斯諸神。在鑲嵌畫地板上，女魔臉形飾通常被描繪在門檻(threshold)的旁邊，猶如在保衛屋子不受不友善的入侵者闖入。在阿提卡的窯爐，雕在爐門上的女魔臉形飾保護人們遠離不幸。
戈耳工的畫像甚至在基督教時期仍然流行，尤其是在拜占庭帝國(包括了基輔羅斯)，並且由於義大利文藝復興時的藝術家而重新流行於西方。另外到了近代，詹尼·范思哲也採納了女魔臉形飾作為其時尚公司的商標。

## 起源
據金巴塔斯的說法，女魔臉形飾表現出與「動態生命能量」有關聯的地母神崇拜的一些方面。她定義女魔臉形飾為典型的歐洲形象。另一方面，珍·艾倫·哈里森聲稱許多原始文化使用相似的儀式面具，用在令持有者畏懼而不去為非作歹，或將這張醜臉加在犯錯者身上，如她所說：「儀式性的物品最先出現，然後產生怪物的傳說以解釋它，接著英雄應需而生來解釋怪物的死亡。」

## 圖片

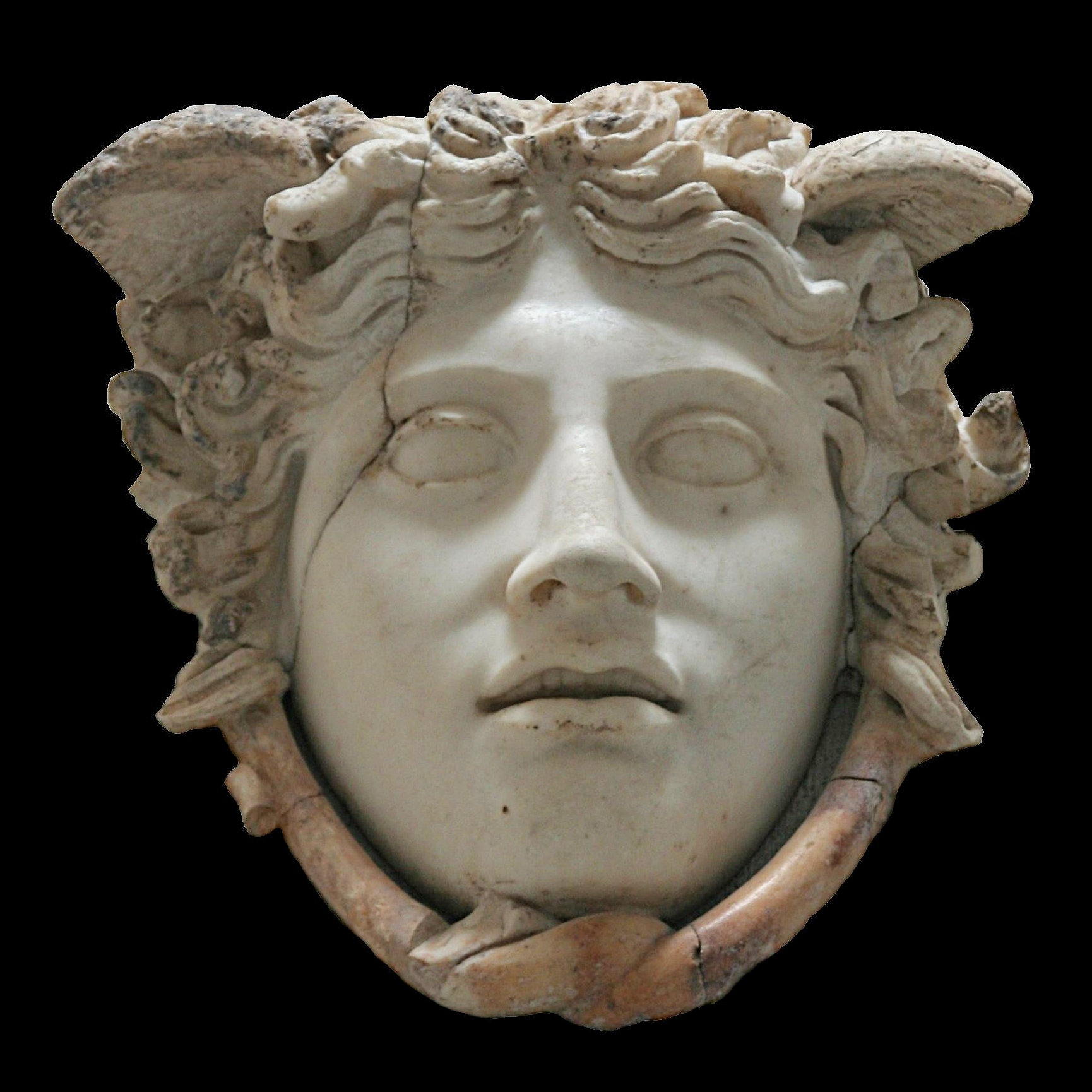
大理石作品〈隆達尼尼的美杜莎〉。
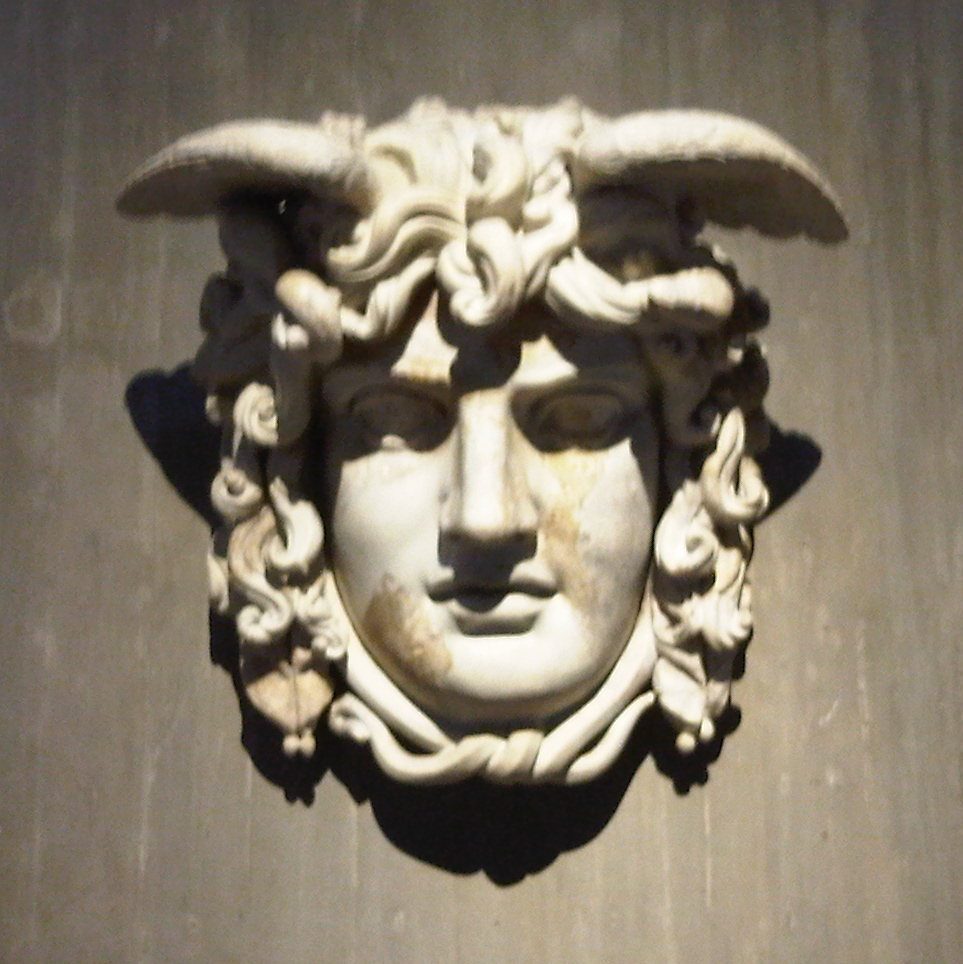
戈爾工的美杜莎(前130年)，來自科隆的羅馬-日耳曼博物館(en:Romano-Germanic Museum)。
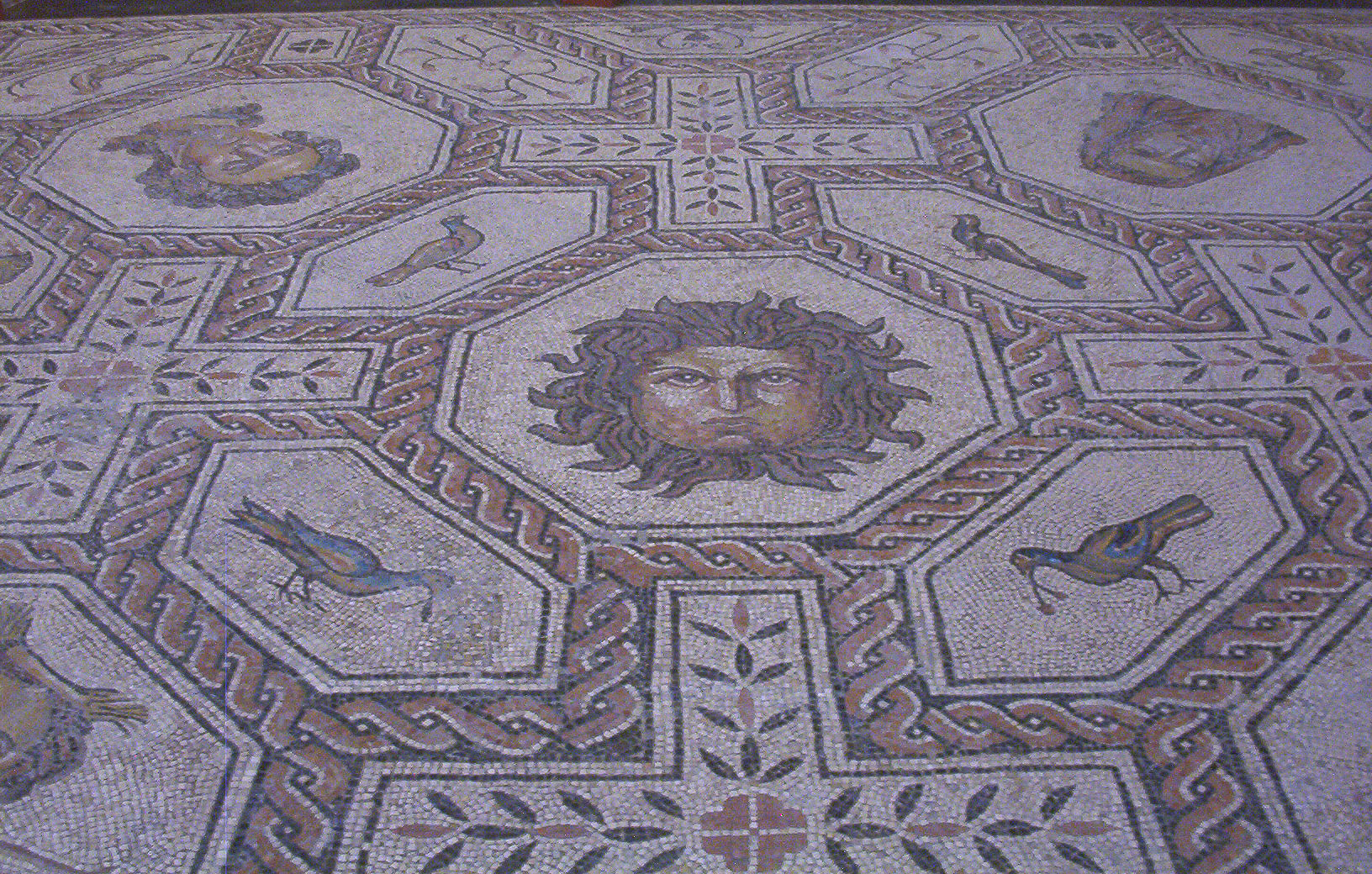
來自帕倫西亞(en:Palencia)的羅馬式地板鑲嵌畫。